# Kastensarg des Flottenkommandanten Idi

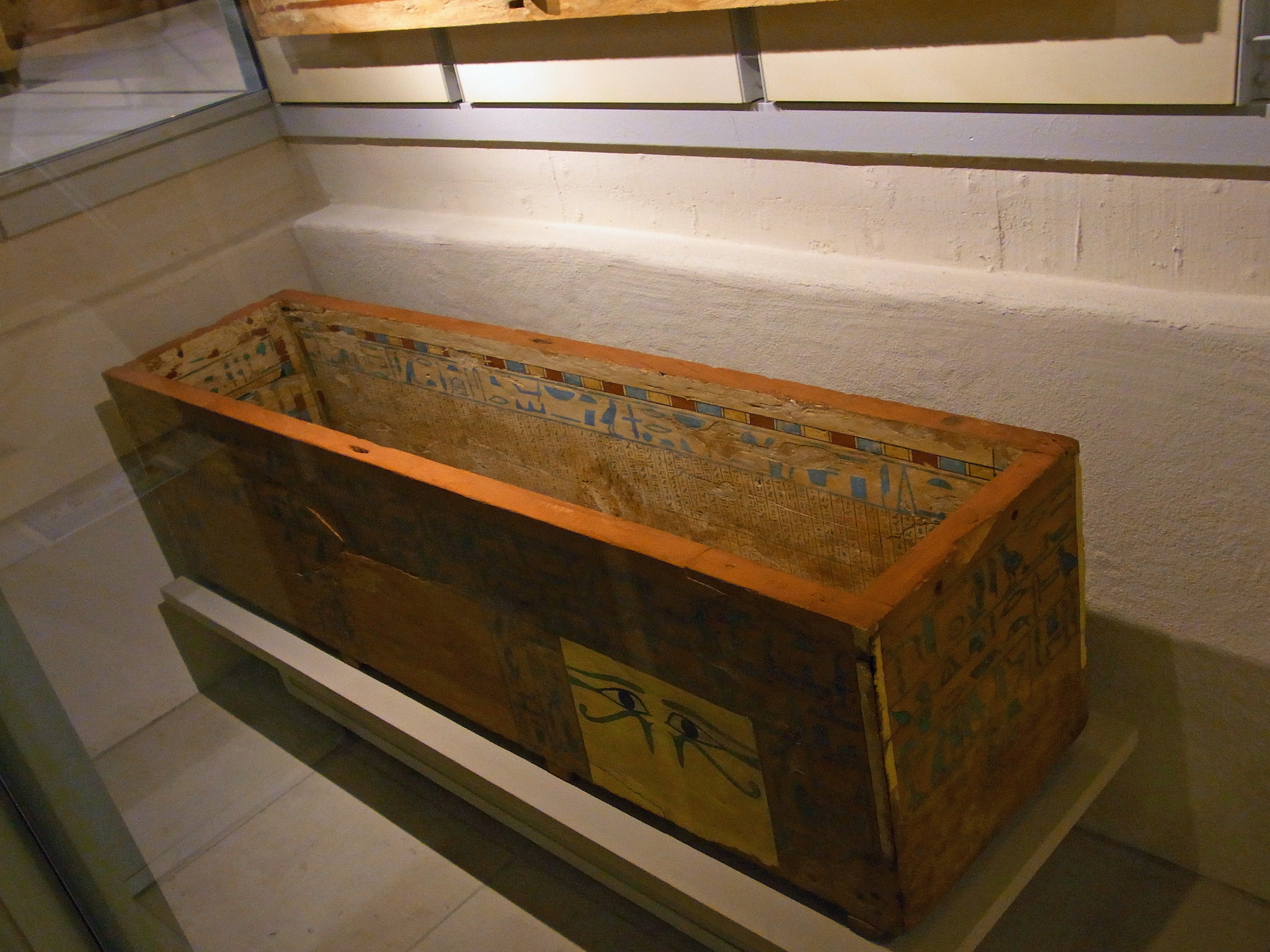
Sarg des Flottenkommandanten Idi, Mitte 12. Dynastie

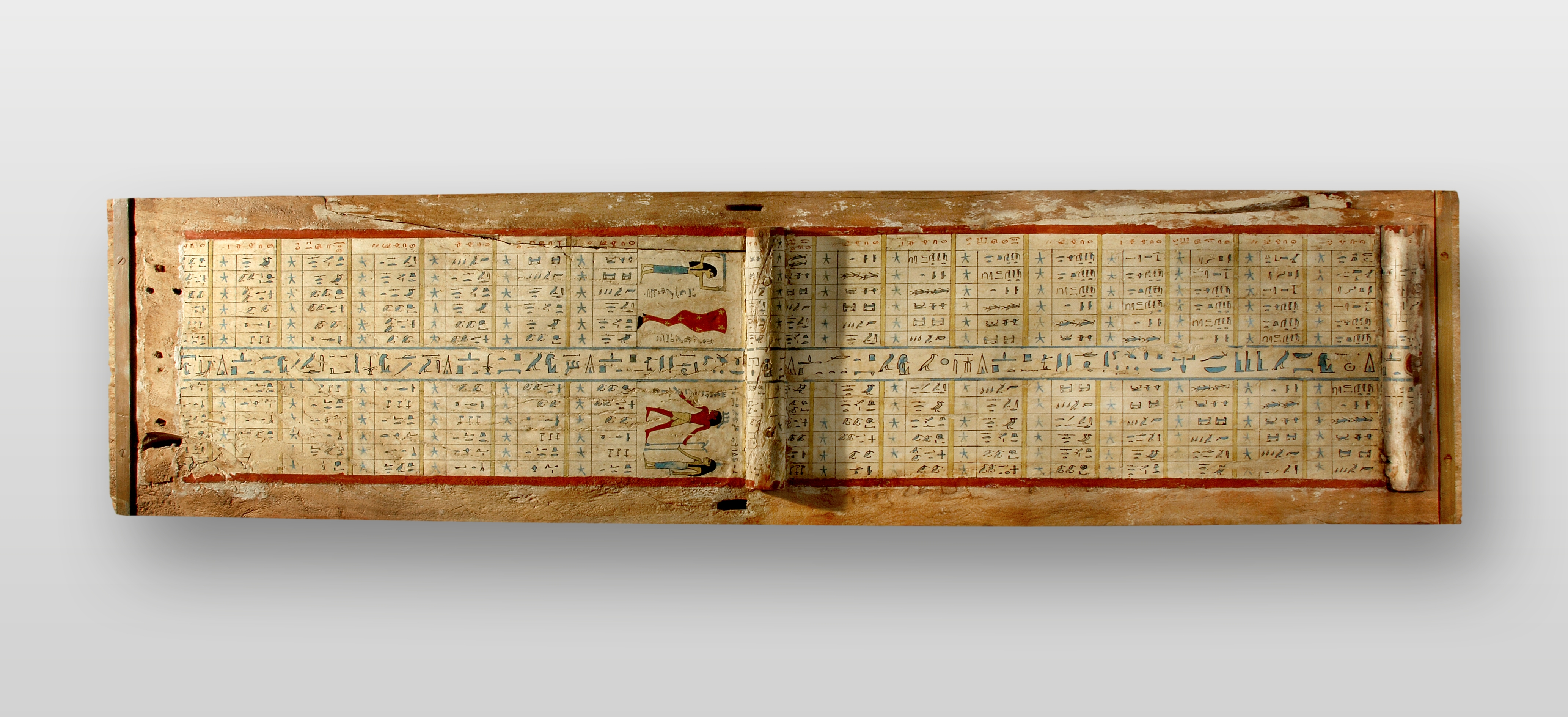
Sargdeckel

Der Kastensarg des Flottenkommandanten Idi wurde in Assiut (Ägypten) um 1850 v. Chr. hergestellt und gehört zu den wissenschaftlichen und populären Höhepunkten im Museum der Universität Tübingen.
Der Sarg ist aus unregelmäßigen Akazienholzbrettern zusammengebaut. Der Sarg stammt aus der Mitte der 12. Dynastie, als Särge noch die Form eines Kastens hatten, bevor sie in der Form der bestatteten Person hergestellt wurden. Der Deckel war ursprünglich durch Halbrundbalken bündig auf dem Sarg fixiert.
Die Außenseite ist mit einer Opferformel verziert, auf der östlichen Wand sind am Kopfende große Augen aufgemalt, mit denen der Tote sich den Sonnenaufgang anschauen konnte. Die Innenseite wurde mit Bildern verschiedener Geräte und Objekte geschmückt, die der Verstorbene für das alltägliche Leben im Jenseits brauchte. Ein Beispiel sind die am Fußende dargestellten Sandalen. Am Kopfende befinden sich eine Kopfstütze, Sprüche für das Jenseits und eine Liste von Opfergaben, mit denen der Tote rituell versorgt werden sollte.
Der Sarg ist einer von etwa siebzehn weltweit existierenden Kalendersärgen und der einzige in Deutschland erhaltene. Er zeigt eine sogenannte Diagonalsternuhr mit einer Sternenliste, die den Aufgang der verschiedenen Fixsterne im Jahresverlauf verzeichnet. Die Nacht wird dabei in zwölf Stunden unterteilt. In Abhängigkeit von der Jahreszeit ändert sich der Aufgang der Sterne, die durch die scheinbare Bewegung des Sternenhimmels nach einer längeren Periode der Unsichtbarkeit erstmals wieder in der Morgendämmerung sichtbar werden. Mit ihr sollte der Tote, der sich zu Lebzeiten als Seefahrer mit dem Sternenhimmel auskannte, wohl auch im Jenseits die Zeit bestimmen können.